# Calodexia fulvibasis
Calodexia fulvibasis là một loài ruồi trong họ Tachinidae.